# Corvus ruficollis

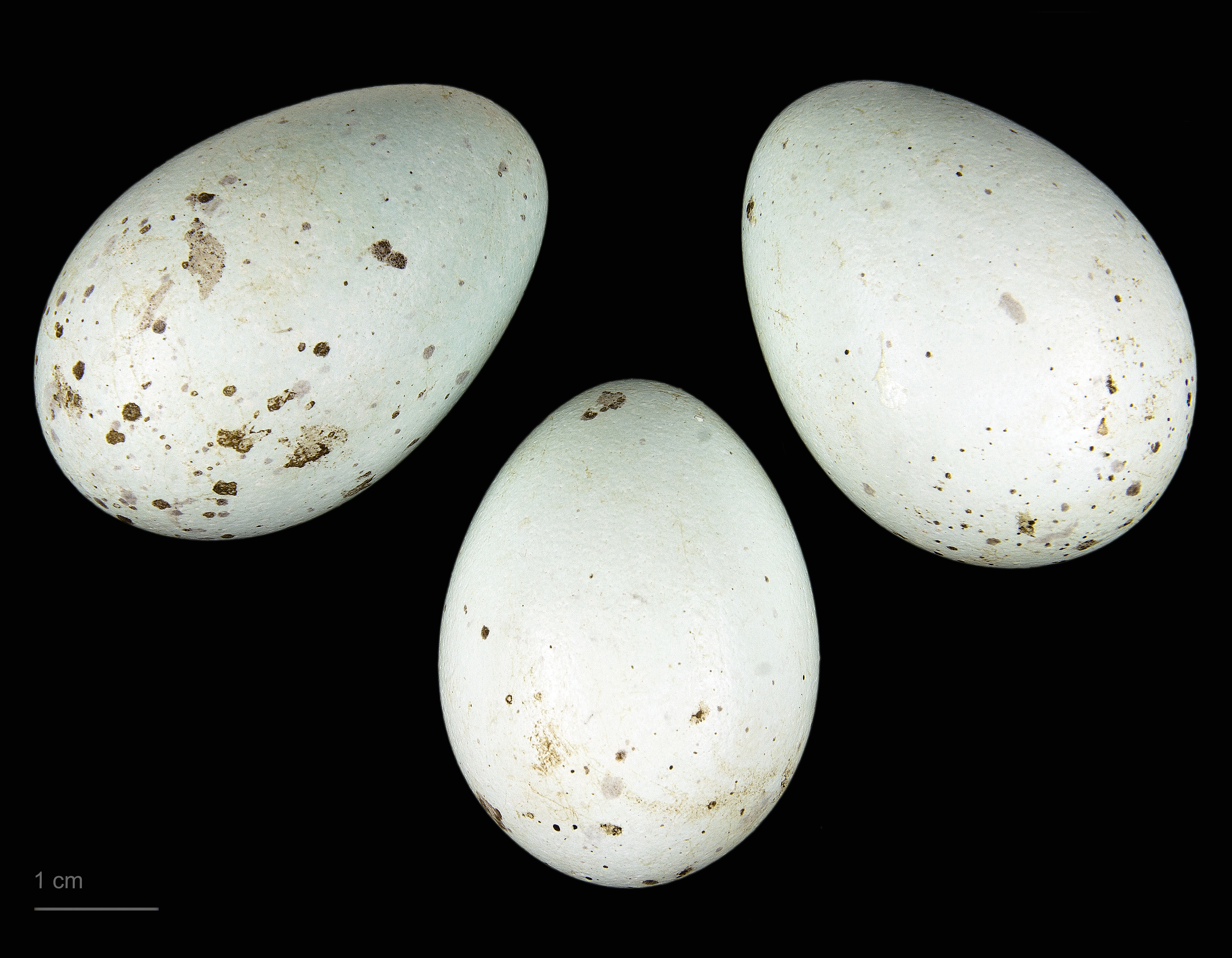
Corvus ruficollis

Corvus ruficollis là một loài chim trong họ Corvidae.

## Hình ảnh

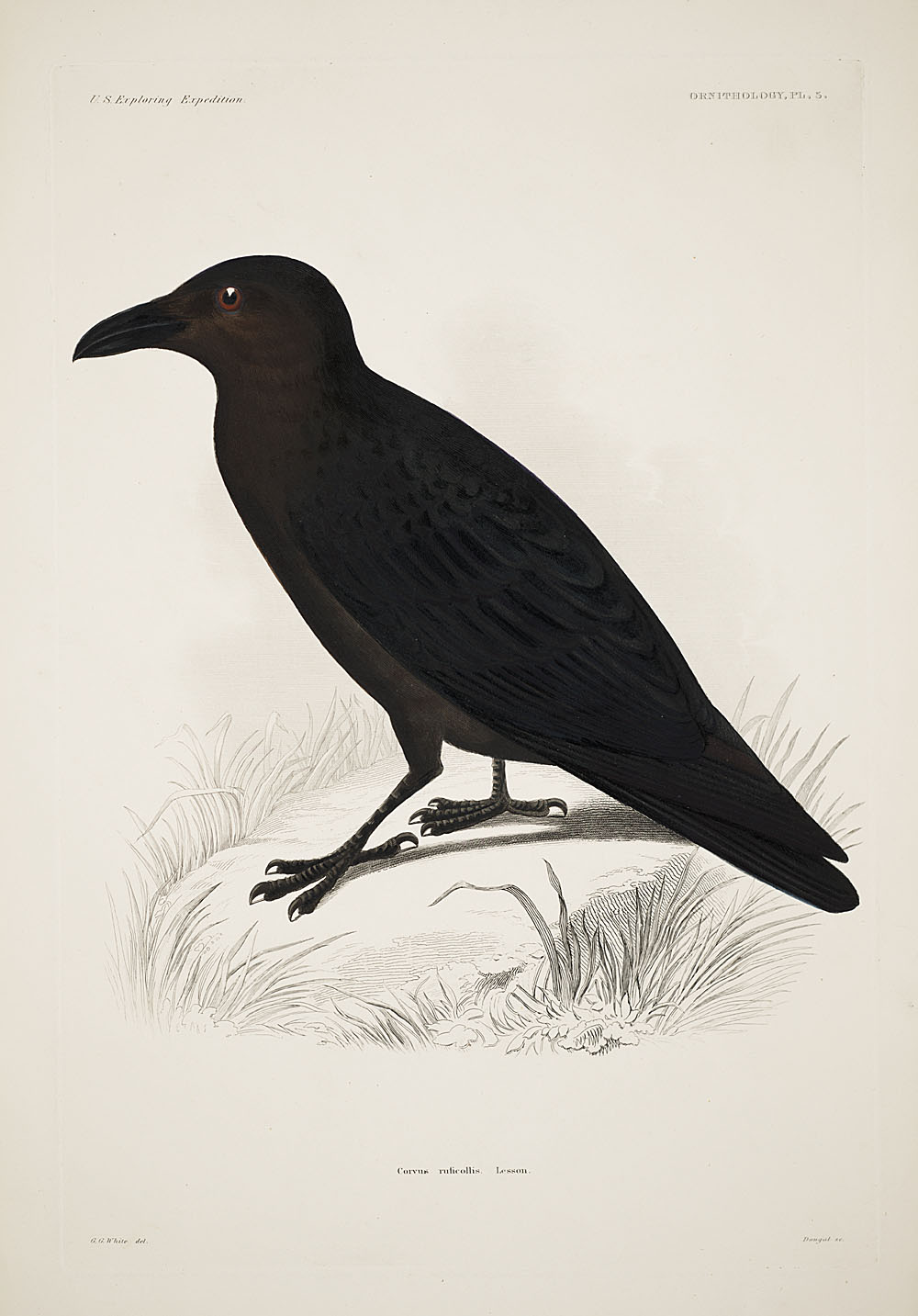
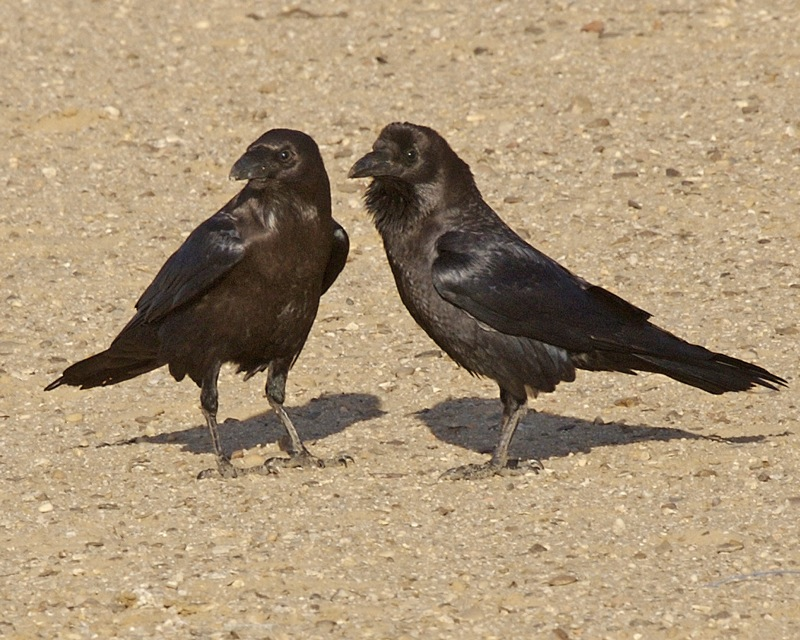
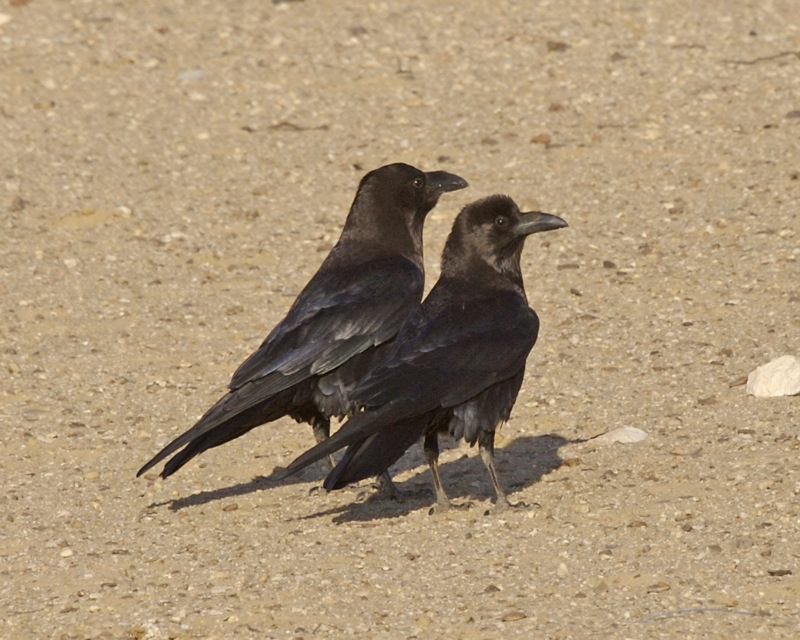